# Глушатов, Василий Прохорович
Василий Прохорович Глушатов (21 марта 1926, Калужская область — 23 октября 2016, Новосибирск) — участник Великой Отечественной войны, токарь Сибирского завода тяжёлого электромашиностроения Министерства электротехнической промышленности СССР, город Новосибирск. Герой Социалистического Труда (8.08.1966).

## Биография
Родился 21 марта 1926 года в селе Козлово Льва-Толстовского района[уточнить] Калужской области в рабочей семье.
Окончил 7 классов. В 1943 году в возрасте 17 лет ушёл на фронт.
После окончания Великой Отечественной войны продолжил служить в Советской Армии.
Попал под сокращение Советских Вооружённых сил на треть (2млн.100 тыс.). Демобилизовавшись в 1956 году, начал трудовую деятельность на Новосибирском заводе «Сибэлектротяжмаш» в механосборочном цехе, где изготовлялись самые крупные детали для электрических машин, поставляемых не только на предприятия нашей страны, но и за рубеж. В совершенстве освоив профессию токаря, обрабатывал самые крупные детали для турбогенераторов.
Указом Президиума Верховного Совета СССР от 8 августа 1966 года за выдающиеся заслуги в выполнении семилетнего плана Глушатову Василию Прохоровичу присвоено звание Героя Социалистического Труда с вручением ордена Ленина и золотой медали «Серп и Молот».
Избирался депутатом Кировского районного и Новосибирских городского и областного Советов народных депутатов.
Умер в 2012 году. Похоронен на Заельцовском кладбище Новосибирска (квартал 39н).

## Награды
- Золотая медаль «Серп и Молот» (8.08.1966)
- Орден Ленина (8.08.1966)
- Орден Отечественной войны II степени (11.03.1985)[4]
- Медаль «За боевые заслуги»  (30.06.1954)[5]
- Медаль «В ознаменование 100-летия со дня рождения Владимира Ильича Ленина» (6 апреля 1970)
- Медаль «За доблестный труд»
- Медаль «За победу над Германией в Великой Отечественной войне 1941—1945 гг.» (9 мая 1945[6])[5]
- Юбилейная медаль «Двадцать лет Победы в Великой Отечественной войне 1941—1945 гг.» (7 мая 1965[7])
- Юбилейная медаль «Тридцать лет Победы в Великой Отечественной войне 1941—1945 гг.»[8]
- Медаль «Сорок лет Победы в Великой Отечественной войне 1941-1945 гг.»[9]
- Медаль Жукова (1994)
- Юбилейная медаль «50 лет Победы в Великой Отечественной войне 1941—1945 гг.»[10]
- Медаль «Ветеран труда»
- Медаль «30 лет Советской Армии и Флота»[11]
- Юбилейная медаль «40 лет Вооружённых Сил СССР»[12]
- Юбилейная медаль «50 лет Вооружённых Сил СССР» (26 декабря 1967[13])
- Юбилейная медаль «60 лет Вооружённых Сил СССР» (28 января 1978[14])
- Юбилейная медаль «70 лет Вооружённых Сил СССР» (28 января 1988[15])
- Знак «Гвардия»
- Знак МО СССР «25 лет Победы в Великой Отечественной войне» (24 апреля 1970)

- Отмечен дипломами и почётными грамотами.
- Знак отличия «За заслуги перед Новосибирской областью» (2012)[16]
- Ему присвоены звания «Мастер золотые руки» и «Отличник качества»[1].

## Память
- На могиле установлен надгробный памятник
- Его имя увековечено в Главном Храме Вооружённых сил России, и навсегда запечатлено на мемориале «Дорога памяти»